# قضاء بلدروز
قضاء بلدروز هو أحد أقضية محافظة ديالى في العراق . تشمل المدن والقرى بلدروز.